# زوران توشيتش

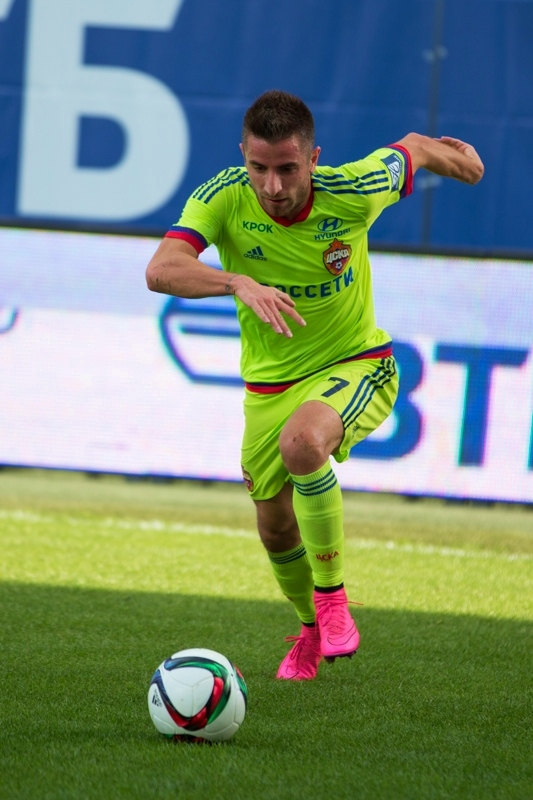

زوران توشيتش (بالصربية: Зоран Тошић)‏ هو لاعب كرة قدم صربي، يلعب جناح أيسر في الدوري الإنكليزي نادي مانشستر يونايتد.
ولد في زرنيانين في صربيا, و بدأ اللعب مع نادي برولتير زرنيانين الصربي.
و في 22 نوفمبر 2008 بدأ اللعب مع نادي مانشستر يونايتد.
و قد لعب مع منتخب صربيا تحت عمر 21 في 23 مارس 2007 ضد بلجيكا ثم ضد البرتغال.

## روابط خارجية
- زوران توشيتش على موقع الاتحاد الدولي (مؤرشف)  (الإنجليزية)
- زوران توشيتش على موقع الاتحاد الأوربي (الإنجليزية)
- زوران توشيتش على موقع قاعدة بيانات كرة القدم.إي يو (الإنجليزية)
- زوران توشيتش على موقع ليكيب (الفرنسية)
- زوران توشيتش على موقع ناشيونال فوتبول تيمز (الإنجليزية)
- زوران توشيتش على موقع Soccerbase.com (لاعب) (الإنجليزية)
- زوران توشيتش على موقع Soccerway.com (الإنجليزية)
- زوران توشيتش على موقع عالم كرة القدم.نت (الإنجليزية)
- زوران توشيتش على موقع أوليمبيديا (الإنجليزية)
- زوران توشيتش على موقع AS.com (الإسبانية)